# Nelson Eddy
Nelson Ackerman Eddy (ur. 29 czerwca 1901 w Providence, Rhode Island, zm. 6 marca 1967 w Palm Beach, Floryda) – amerykański aktor i piosenkarz.

## Filmografia
- 1938: Zakochani

## Dyskografia
- Hymns We Love (1946, Columbia)
- Nelson Eddy in songs of Stephen Foster (1949, Columbia)
- Songs for Christmas (1951, Columbia)
- Nelson Eddy in Oklahoma! (1956, Columbia)
- The Desert Song (1956, Columbia)
- A Starry Night (1960, Everest)
- Operetta Cameos (with Jeanette MacDonald) (1982, RCA Records Red Seal R263428 (e))[1]
- The Artistry of Nelson Eddy (1994[2]; CD 2009, Essential Media)[3]
- Smilin' Through (2000, Memoir)[2]
- As Years Go By (2013, Jasmine)[2]
- Songs We Love (1950, Columbia Masterworks, A-965)